# Karl Guthausen
Karl Guthausen (* 1921 in Dahlem; † 2012) war ein deutscher Autor und Heimatkundler.

## Leben
Guthausen war Lehrer, zunächst an der Landschule in Kallmuth, danach als Realschullehrer in Schleiden. Daneben war er als Autor und Fotograf aktiv und wurde durch zahlreiche Publikationen als Heimatforscher und Sagensammler bekannt. 1979 wurde er in Schleiden mit dem Rheinlandtaler für Verdienste um die rheinische Kulturpflege ausgezeichnet. 1996 wurde ihm in St. Vith das Dr. Anton-Hecking-Schild verliehen für Verdienste um die Förderung des Brauchtums und der Kultur des Rhein-Mosel-Raumes im Allgemeinen und des Gebiets zwischen Venn und Schneifel im Besonderen. Der Landschaftsverband Rheinland ist in Besitz des fotografischen Nachlasses Guthausens; die Sammlung umfasst mehr als 3600 Diapositive, die den Alltag in der Eifel über einen Zeitraum eines halben Jahrhunderts dokumentieren.

## Veröffentlichungen (Auswahl)
- Sagen und Legenden aus Eifel und Ardennen, Bd.1, Meyer & Meyer, Aachen 1992, ISBN 3-89124-168-2
- Sagen und Legenden aus Eifel und Ardennen, Bd.2, Meyer & Meyer, Aachen 1994, ISBN 3-89124-203-4
- Sagen und Legenden aus Eifel und Ardennen, Bd.3, Meyer & Meyer, Aachen 1996, ISBN 3-89124-308-1
- Die Siedlungsnamen des Kreises Schleiden. 1967
- Kallmuth – Dorf am Pflugberg. Herausgeber: Eifelverein Kallmuth. 1976.